# Clemens Becker
Clemens Becker (* 20. September 1869 in Altenbüren; † 21. März 1961 in Lemgo) war sozialdemokratischer Landespolitiker im Land Lippe. Von 1919 bis 1920 war er als Vorsitzender des Präsidiums des Lippischen Landtags Landespräsident von Lippe.

## Leben
Clemens Becker war bis 1901 Stellmacher. Zuletzt war er Werksführer in einer Wagenfabrik. Seit 1901 war Becker bis 1917 Geschäftsführer des Lippischen Konsumvereins in Lemgo. Anschließend arbeitete er bis 1920 als Lagerverwalter der Lippischen Wirtschaftsgemeinschaft.
Zwischen 1897 und 1903 war Becker Vorsitzender der SPD in Lemgo. Dort war er auch seit 1898 Stadtverordneter. Von 1900 bis 1908 gehörte er dem Landtag von Lippe an. Zwischen 1903 und 1928 kandidierte er bei jeder Wahl vergeblich für die SPD auch für den Reichstag. Während der Novemberrevolution war er seit dem 10. November Vorsitzender des lippischen Volks- und Soldatenrates. Von 1919 bis 1920 war er erneut Mitglied des Landtages. Von Februar 1919 bis Dezember 1920 war Becker zudem Vorsitzender des lippischen Landespräsidiums. Danach war er von 1921 bis 1932 Erster Beamter im Verwaltungsamt Brake (mit dem Titel eines Landrates). Im Jahr 1932 wurde er zunächst von der Wahrnehmung der Geschäfte entbunden und kurz danach in den einstweiligen Ruhestand versetzt, 1933 erfolgte die endgültige Entlassung ohne Pensionsbezüge durch die Nationalsozialisten.
Nach dem Ende der nationalsozialistischen Herrschaft wurde Becker während der Besatzungszeit vom britischen Kommandanten Harwey 1945 zum Bürgermeister in Lemgo bestimmt und behielt das Amt bis 1946. Außerdem war er von 1946 bis 1948 Vorsitzender des Entnazifizierungsausschusses für Lippe.